# إيدموند ناثان يافيل
إدمون ناثان يافل (1874 – أكتوبر 1928) كان ملحنًا جزائريًا.
ولد إدمون من أصل يهودي في الجزائر العاصمة عام 1874، بدأ يافل، مثل جميع الموسيقيين في عصره، بالذهاب إلى المقاهي المورية في القصبة القديمة في الجزائر حيث أرسى تقليد موسيقى الصنعة، والتي يشار إليها أيضًا بالموسيقى الكلاسيكية الأندلسية.
وتعاون مع جول روانيه في فهرسة موسيقى الصنعة وفي المسرح مع محيي الدين بشطارزي وعلي سلالي. دفن في مقبرة القديس يوجين.

## فهرس
مرجع لموسيقى الصنعة الجزائرية: مجموعة ألحان، مفاتحات، نوبة، أغاني، مقدمات، إلخ / جمعها إدمون ناثان يافل، تحت إشراف جول روانيه.

## الصنعة الجزائرية
- إيدموند ناثان يافيل التسجيلات من ديسكاغز.كوم
- Zindani على يوتيوب
- Air andalous على يوتيوب
- Marcha Djazairia featuring Yafil on orchestration على يوتيوب